# Сенген-ан-Веп
Сенге́н-ан-Веп (фр. Sainghin-en-Weppes) — коммуна во Франции, регион О-де-Франс, департамент Нор, округ Лилль, кантон Аннёллен. Расположена в 15 км к юго-западу от Лилля, в 3 км от национальной автомагистрали N41. В 2 км к юго-востоку от центра коммуны находится железнодорожная станция Дон-Сенген линий Лилль-Абвиль и Ланс-Дон-Сенген.
Население (2017) — 5 586 человек.

## Экономика
Структура занятости населения:
- сельское хозяйство — 6,4 %
- промышленность — 5,1 %
- строительство — 6,9 %
- торговля, транспорт и сфера услуг — 37,3 %
- государственные и муниципальные службы — 44,3 %

Уровень безработицы (2017) — 8,5 % (Франция в целом — 13,4 %, департамент Нор — 17,6 %). 

Среднегодовой доход на 1 человека, евро (2017) — 23 180 (Франция в целом — 21 110, департамент Нор — 19 490).

## Демография
Динамика численности населения, чел.

## Администрация
Пост мэра Сенген-ан-Веппа с 2014 года возглавляет Матье Корбийон (Matthieu Corbillon). На муниципальных выборах 2020 года возглавляемый им правый блок одержал победу, набрав в 1-м туре 56,96 % голосов.
| Период | Период | Фамилия        | Партия                  | Примечания                                   |
| ------ | ------ | -------------- | ----------------------- | -------------------------------------------- |
| 1967   | 2000   | Жорж Ланкетен  | Социалистическая партия |                                              |
| 2000   | 2011   | Жорж Легран    | Социалистическая партия | хирург-дантист                               |
| 2011   | 2014   | Элизабет Меню  | Социалистическая партия | пенсионерка, бывший государственный служащий |
| 2014   |        | Матьё Корбийон | Разные правые           | физиотерапевт                                |